# Aliveroviće
Aliveroviće (Servisch cyrillisch: Аливеровиће) is een plaats in de Servische gemeente Sjenica. De plaats telt 157 inwoners (2002).